# Église du Saint-Rosaire (Dacca)
Pour les articles homonymes, voir Église Notre-Dame-du-Rosaire.
L’église du Saint-Rosaire (populairement appelée Japmala Rani Church) est un édifice religieux et lieu de culte catholique, sis à Tejgaon, dans le centre historique de la ville de Dacca, au Bangladesh.  Construite par les missionnaires augustins portugais à la fin du XVIIe siècle, l’église est le plus ancien lieu de culte chrétien à Dacca. 
Étant donné l’importance de la paroisse et le nombre de catholiques qui la fréquentent, l’église a été doublée par un second édifice résolument moderne. Un des deux cimetières chrétiens de Dacca se trouve à proximité immédiate de l’église.

## Histoire
Des missionnaires augustins portugais introduisent la foi chrétienne à Dacca au début du XVIIe siècle. En 1628, une petite église est édifiée, appelée ‘église de l'Assomption’, à Narinda, partie sud de la ville de Dacca. Cet édifice a disparu[réf. nécessaire].  
La deuxième église de Dacca est construite en 1677 à Tejgaon. Cette église est ainsi reconnue pour être le plus ancien lieu de culte chrétien de la ville. L'inscription au pinacle de l'église donne une date: 1677.  Certains[Qui ?] pensent qu’il y avait déjà une présence chrétienne (Chrétiens nestoriens?) à Dacca avant la fin du XVIe siècle[réf. nécessaire]. 

## Description
L'édifice est de forme basilicale: une longue salle rectangulaire, comme nef centrale, avec des bas-côtés de part et d’autre. L’influence de l’architecture locale, hindoue et musulmane, y est perceptible. 
Le mur occidental, trois fois plus épais que le mur oriental semble être le vestige d’un édifice antérieur. La nef est bordée de 12 colonnes toscanes, la séparant des bas-côtés. Les murs intérieurs sont tapissés de pierres tombales de l'ancien cimetière dont la plus ancienne, en arménien, date de 1725. D'autres sont en portugais (dont celle de Christina Dormieux, datant de 1776), anglais ou latin. Parmi les pierres tombales anglaises du XIXe siècle nombreuses sont celles de membres de la famille Doucett. 
L'église possède 5 entrées. L’entrée principale avec porche et façade se trouve du côté oriental. Les côtés nord et sud ont deux entrées chacun. 
L'église a été rénovée trois fois. En 1714, 1940 et, récemment, en 2000. Cette dernière rénovation fut financée par la fondation Calouste-Gulbenkian de Lisbonne.
Un édifice moderne beaucoup plus large, et de forme circulaire, a été construit et inauguré en 1993, permettant de mieux recevoir les nombreux fidèles. La paroisse compte 13.000 catholiques, dont la pratique religieuses est élevée. 

## Institutions
À proximité de l’église se trouvent deux importantes institutions d’enseignement : le’Holy Cross college’ pour les filles et le ‘Notre-Dame College’ pour les garçons, tous les deux offrant un programme d’études secondaires, pré-universitaires et universitaires (premier cycle).